# Vendreshë
Vendreshë là một xã trong quận Skrapar thuộc hạt Berat, Albania. Dân số năm 2005 là 1935 người.